# Альба-Лонга
Альба-Лонга (лат. Alba Longa), Альба (Alba longa) — древний латинский город в Лацио, в 19 км к юго-востоку от Рима, в Альбанских горах, являвшийся основателем и главой Латинского союза.
«Энциклопедическiй лексиконъ» сообщает: город в Лациуме, как говорят, был построен Асканием, сыном Энеевым, и был разрушен Римским царством примерно в середине VII в. до н. э., и его жители были вынуждены поселиться в Риме.
Согласно легенде, Ромул и Рем, основатели Рима, были членами царской династии Альба-Лонги, которая согласно «Энеиде» Вергилия происходила от Энея, сына Венеры. Согласно Титу Ливию, римские патрицианские семьи, такие как Юлии, Сервилии, Квинкции, Гегании, Куриации и Клелии, происходили из Альба-Лонги.

## Археология

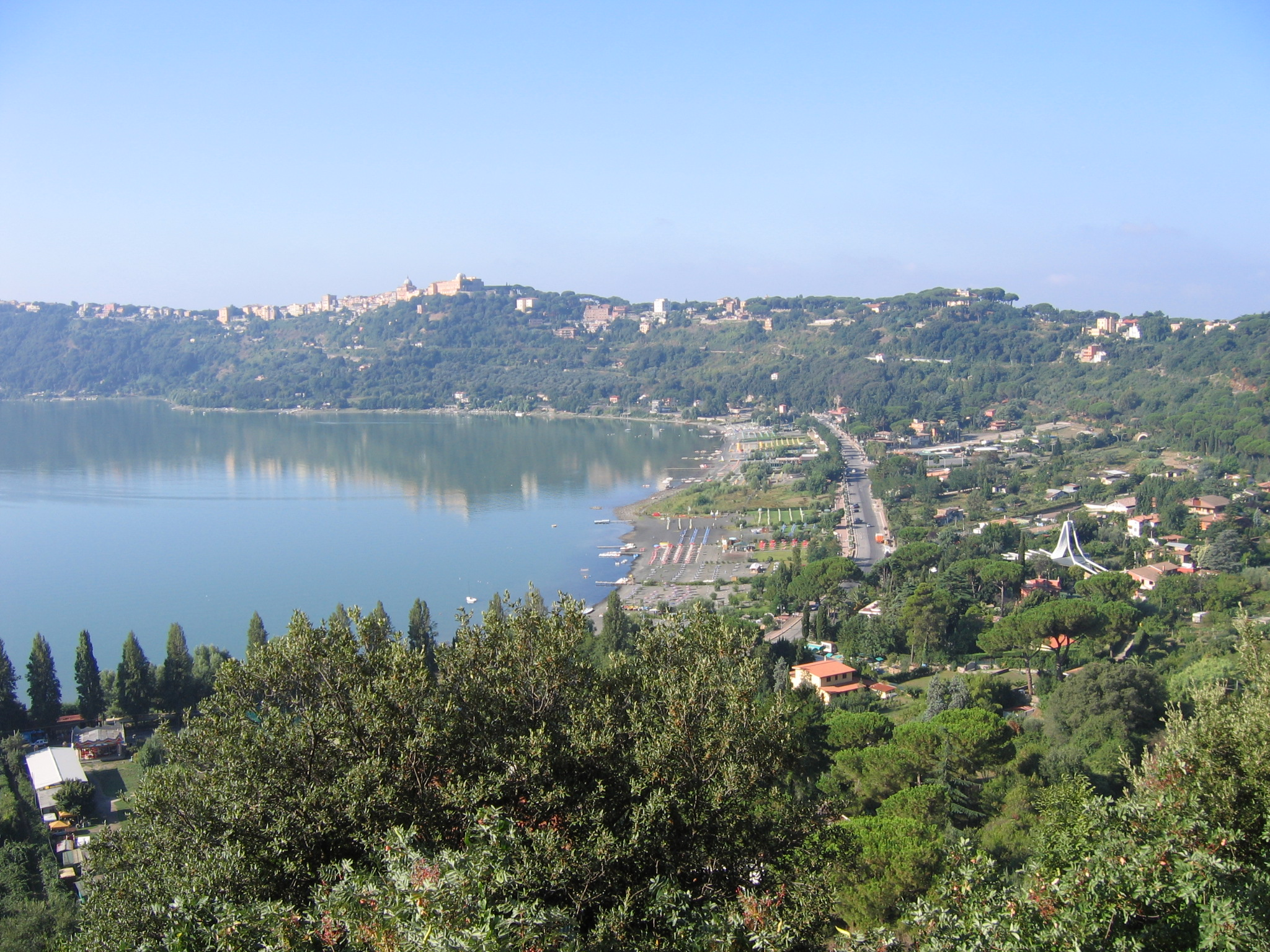
Кастель-Гандольфо на длинном, залитом солнцем холмистом гребне с видом на озеро Альбано, наиболее вероятное место расположения древней Альба-Лонги.

Согласно Титу Ливию, Альба-Лонга была основана Асканием, чтобы отселить часть жителей разросшегося Лавиния. По его же мнению она располагалась у подножия Альбанской горы и получила своё название от того, что была вытянута вдоль хребта. Дионисий Галикарнасский воспроизвёл эту историю, но добавил, что Асканий, следуя оракулу, данному его отцу, привлёк в новый город также и другие латинские народы. Отметив, что латинское слово alba означает «белый», а longa — «длинный», он перевёл название Альба-Лонги на древнегреческий язык как «длинный белый город». Дионисий поместил город между Альбанской горой и Альбанским озером, положив начало долгому спору об его истинном местоположении.
Начиная с XVI века, это место в разное время идентифицировалось как монастырь Святого Павла в Палаццоле близ Альбано, Косте-Казелле близ Марино и Кастель-Гандольфо. Последнее названное из этих мест на самом деле было занято виллой Домициана, которая, по словам Ювенала, располагалась на арксе Альбы.
Археологические данные свидетельствуют о существовании вдоль юго-западного берега озера Альбано ряда деревень в железном веке, каждая из которых имела свой некрополь. Во время разрушения Альба-Лонги Римом эти селения, должно быть, все ещё находились в стадии формирования пригородов, начиная группироваться вокруг центра, которым вполне мог быть современный Кастель-Гандольфо, чей значительно больший некрополь предполагает и наличие крупного города.
В более поздний республиканский период территория Альбы (Ager Albanus) была вновь застроена многочисленными жилыми виллами, которые упоминаются в античной литературе и остатки которых сохранились до наших дней.

## Легендарная история

### Миф об основании
Согласно римской мифологии, после падения Трои в 1184 году до н. э. Эней во главе с выжившими троянцами через Средиземное море прибыл на Сицилию, затем перебрался в Карфаген и, в конечном счете, оказался на Апеннинском полуострове. Высадившись в Италии, он был встречен Латином, царём первых латинян. Вскоре Эней женился на дочери царя Латина, Лавинии, и основал город Лавиний, названный в честь неё. Позже Латин пал в бою, оставив Энея царём латинян, а его сына Аскания (также именуемого Юлом) его преемником.
Через несколько лет Эней был убит в бою, как и Латин, и Асканий стал царём латинян. По преданию Асканий построил Альба-Лонгу в качестве своей столицы на склоне горы Альба, переселив туда 600 семей в качестве колонистов из Лавиния в 1151 году до н. э., всего через 30 лет после основания самого Лавиния. Его потомки правили латинами ещё 500 лет.

### Латинский союз
Альба-Лонга была ведущим из примерно 30 городов, составлявших Латинский союз. Союзные собрания проводились у Ферентинского источника, в живописной части долины между Альбано и Марино (Италия). Жертвоприношения союза приносились на Альбанской горе, с которой была видна вся территория Лация.

### Война с Римом
В VII веке до н. э. римский царь Тулл Гостилий сменил на троне миролюбивого Нуму Помпилия. Во время его правления отношение Рима к своим соседям отражало собственное пристрастие Тулла к войне. Когда между группой римлян и альбанцев вспыхнул спор, он воспользовался взаимными обвинениями в грабеже как предлогом для конфликта. Обе стороны послали эмиссаров, чтобы потребовать возмещения ущерба. Когда альбанская делегация прибыла в Рим, Тулл намеренно оказал им такое тёплое приветствие, что они не заявили о своём требовании. Римские делегаты, однако, немедленно обратились к альбанцам с требованиями и получили отказ. В силу того, что альбанцы ответили отказом первыми, Тулл был вправе объявить войну.
Тит Ливий описывает этот конфликт как нечто сродни гражданской войне, потому что римляне, как тогда говорили, произошли от альбанцев.
Царь Альбанов Клуилий вступил со своей армией на римскую территорию, разбил лагерь и вырыл вокруг Рима огромный ров, ставший известным как Клуилиев ров. Однако Клуилий умер в лагере по неизвестным причинам, после чего альбанцы назначили своим диктатором Меттия Фуфетия, который должен был возглавить армию вместо него.
Тулл вышел из Рима со своей армией, ночью миновал лагерь альбанцев и вступил на их территорию. Меттий последовал за ним, разбил лагерь рядом с римской армией, а затем послал своего представителя, чтобы предложить начать с Туллом переговоры. Тулл принял приглашение. Тем не менее, обе стороны готовились к битве, в то время как их лидеры встречались друг с другом.

#### Горации и Куриации
На переговорах Меттий предложил разрешить конфликт каким-либо иным способом, а не массовым кровопролитием, ссылаясь на опасения, что соседние этруски нападут на два латинских государства, если они будут ослаблены войной и не смогут защитить себя. Было решено, что по три человека с каждой стороны, три брата Горациев и три брата Куриациев, сразятся между собой за победу своей родины. Тит Ливий ссылается на противоречия между своими собственными источниками относительно того, какая группа братьев какую сторону представляла, но всё же отдаёт предпочтение мнению, что Горации были римлянами, а Куриации — альбанцами.
Каждый из римлян и альбанцев дал в торжественной форме клятву относительно этого соглашения, по которому будущее каждой стороны будет зависеть от исхода этого поединка. Марк Валерий был назначен фециалом, а Спурий Фузий — отцом-отряженным, которому следовало связать Рим договором.
Бой начался. Первыми пали двое римлян. Тогда оставшийся римлянин, Публий Гораций, убил трёх альбанцев и таким образом Рим одержал победу. После этого Тулл приказал Меттию вернуться со своей армией в Альбу-Лонгу, но быть готовым к войне с Вейями. Альбанцы стали, по существу, вассалами Рима.

### Война с Вейями и Фиденами
Вскоре после этого действительно началась война с Вейями, а также с Фиденами. Меттию и альбанцам было приказано Туллом и римлянами явиться на битву с этрусками, с которыми они встретили этрусков на противоположном берегу Аньене, на берегах Тибра. Однако, когда битва началась, Меттий увёл свои войска с поля боя, оставив римлян сражаться с этрусками в одиночку.
Рим одержал победу над этрусками. После битвы Тулл казнил Меттия за его вероломство. Затем по приказу Тулла римские воины разрушили 400-летний город Альба-Лонга, оставив только храмы, а все население Альба-Лонги переместили в Рим, тем самым удвоив число римских граждан. Тулл включил в число патрициев ведущие семьи Альбы-Лонги, а именно Юлиев, Сервилиев, Квинкциев, Геганиев, Куриациев и Клелиев. Тулл построил новое здание сената, Курию Гостилию, для размещения там сената, значительно увеличившегося в количестве своих членов. Он также набрал десять новых турм из числа эквитов из числа альбанцев и новые легионы. Альбанские иммигранты жили в Риме на холме Целий.